# Berma

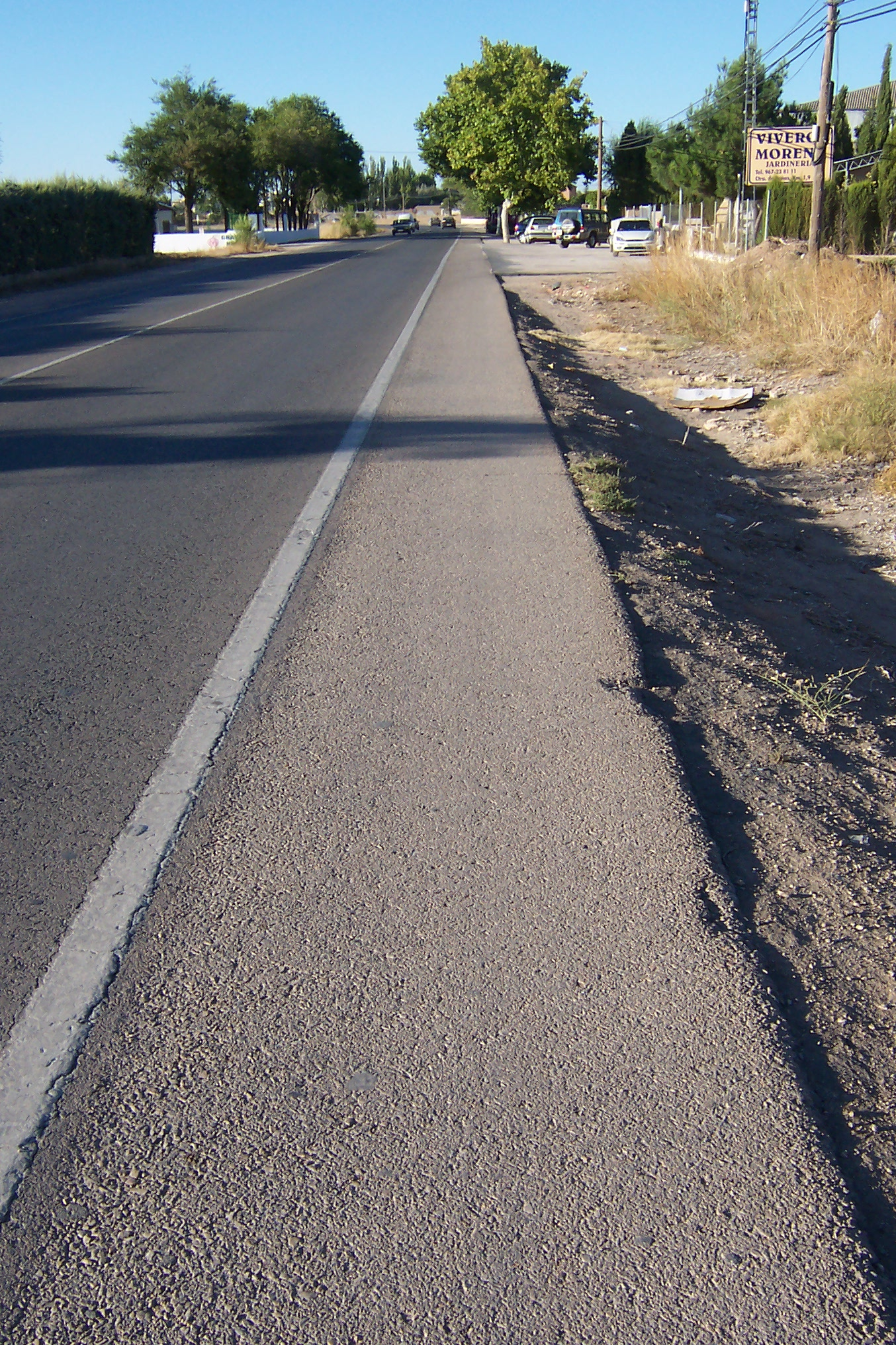
Berma de uma estrada

A berma (português europeu) ou acostamento (português brasileiro) ou acostadouro de uma estrada é uma faixa longitudinal pavimentada, contígua a essa mesma estrada, não destinada ao uso de automóveis senão em circunstâncias excepcionais.
É costume estar delimitada por uma faixa branca ou amarela e só podem transitar por ela peões, bicicletas ou veículos puxados por animais. Excepcionalmente poderão circular na berma, a velocidades anormalmente reduzidas, e em caso de emergência, os veículos motorizados normais. Veículos de emergência, como viaturas policiais e ambulâncias, também são autorizados a utilizar a faixa para chegar mais rápido à ocorrência.
Alguns países europeus e norte-americanos utilizam em algumas rodovias os chamados hard shoulders (bermas) como faixas de circulação ocasionais onde se permite a utilização pelo tráfego regular, porém a velocidade reduzida, em vias com muitas faixas em momentos de grande movimento de veículos. Essas vias normalmente são dotadas de sistemas que detectam o volume do tráfego e sinalizam quando a berma pode ser utilizada, além de zonas de refúgio ao longo do trajecto para acomodar carros em situações de emergência.

## Brasil
No Brasil, a berma é chamada de acostamento e tem seu uso destinado à parada ou estacionamento de veículos, em caso de emergência, e à circulação de pedestres e bicicletas, quando não houver local apropriado para esse fim.